# Nenzing
Nenzing est une commune autrichienne du district de Bludenz dans le Vorarlberg.